# Явир, Мария Ивановна
Мари́я Ива́новна Я́вир (в девичестве — Плохая; укр. Марія Іванівна Явір; 2 августа 1926 года, УССР — 22 апреля 2006 года, Украина) — советский передовик сельского хозяйства; звеньевая колхоза имени В. П. Чкалова Новомосковского района Днепропетровской области. Герой Социалистического Труда (1949).

## Биография
Родилась 2 августа 1926 года в селе Николаевка, Днепропетровской области. 
М. И. Явир обучалась в Николаевской сельской школе, окончила семь классов и получив неполное начальное образование, с 1940 года начала свою трудовую деятельность  разнорабочей, позже была назначена — бригадиром в колхозе имени В. П. Чкалова села Николаевка, Днепропетровской области.
С 1941 по 1943 годы в период Великой Отечественной войны находилась на оккупированной немецко-фашистскими войсками территории, с 1943 года после освобождения села Николаевка и  Днепропетровской области от гитлеровских войск вновь пошла работать колхозницей и звеньевой полеводческой бригады в колхоз имени В. П. Чкалова. Полеводческое звено под руководством М. И. Явир, добилось высоких результатов в труде, в 1948 году был получен урожай 78 центнеров кукурузы на площади — десяти гектаров. 
4 марта 1949 года Указом Президиума Верховного Совета СССР «за получение высоких урожаев пшеницы, ржи, подсолнечника и семян люцерны в 1948 году при выполнении колхозами обязательных поставок и контрактации сельскохозяйственной продукции, натуроплаты за работу МТС и обеспеченности семенами всех культур в размере полной потребности для весеннего сева 1949 года» Мария Ивановна Явир была удостоена звания Героя Социалистического Труда с вручением Ордена Ленина и золотой медали «Серп и Молот».
9 июня 1950 года Указом Президиума Верховного Совета СССР «за выдающиеся достижения в труде» Мария Ивановна Явир была награждена вторым Орденом Ленина. 
Продолжая работать в колхозе, М. И. Явир и дальше работала с перевыполнением заданного плана, так в 1952 году она получила урожай картофеля — 420 центнеров  с гектара неполивных земель. 
После выхода на заслуженный отдых жила в селе Николаевка. После замужестве приняла фамилию мужа Явир. 
Скончалась 22 апреля 2006 года.

## Награды
- Медаль «Серп и Молот» (4.03.1949)
- Два Ордена Ленина (4.03.1949; 09.06.1950)

## Память
- В селе Николаевка на Алее Памяти Героев было выбито имя Марии Ивановны Явир.